# Caotun
Caotun (草屯鎮S, Cǎotún ZhènP) è un comune di Taiwan, situato nella provincia di Taiwan e nella contea di Nantou.